# Mystagog
En mystagog (grekiska: μυσταγωγός) är en person som inviger andra i mysterier, en pedagog eller person med kunskap om religiösa mysterier. 
I antikens mysteriereligioner var mystagogen ansvarig för att ge proselyter den första kontakten med de hemliga lärorna och ritualerna i religionen. Proselyten fick ofta en ögonbindel och mystagogen fick bokstavligen leda proselyten till den heliga platsen. 
I den tidiga kyrkan användes samma term för att referera till biskopen, som var ansvarig för att proselyterna var förberedda på rätt sätt för dopet. De bibelförklaringar som delgavs personer i de sista stegen av förberedelse, de som handlade om sakramenten, kunde också karakteriseras som mystagogiska. 